# Бедфордшър
Бедфордшър (на английски: Bedfordshire) е историческо, административно неметрополно и церемониално графство в регион Източна Англия. Съставено е само от три самоуправляващи се общини (унитарни единици) и затова няма областна администрация (съвет на ниво графство).